# Lauritsala
Lauritsala est le quartier  numéro 33 de Lappeenranta en Finlande,.

## Présentation
Le quartier est formé du centre de l'ancienne ville de marché de Lauritsala.
Les monuments remarquables sont l'église de Lauritsala et la bibliothèque de Lauritsala,.